# Chrysolina ulugkhemica
Chrysolina ulugkhemica es un coleóptero de la familia Chrysomelidae.
Fue descrita científicamente en 2002 por Mikhailov.